# Варгас де Бедемар, Альфонс Романович
Граф Альфонс Романович Варгас де Бедемар (29 октября 1816 — 20 июля 1902) — русский лесовод (специалист по таксации и лесоустройству) датского происхождения и деятель лесного хозяйства. Тайный советник, почётный член Петербургского лесного общества. Разработки А. Р. Варгаса де Бедемара стали основой для лесотаксационных справочников, они не потеряли актуальность и в XXI веке.

## Биография
Происходил из старинного датского дворянского рода. Приехал в Россию и в декабре 1841 года был определён в Санкт-Петербургский лесной и межевой институт, где изучал русский язык, военное дело и лесные науки. В 1842 году стал прапорщиком Корпуса лесничих, а в 1843, после окончания курса в офицерском классе, командирован на лесоустроительные работы в Тульскую губернию, занимался лесоустройством также в других регионах России. В 1847 году перешёл на службу в Департамент уделов, где состоял учёным лесничим, а с 1875 года, членом совета и главным распорядителем по лесной части. В 1882 году вышел в отставку.

## Исследовательская и лесоустроительная деятельность
В Тульской губернии А. Р. Варгас де Бедемар произвёл подробные исследования роста осиновых, берёзовых и отчасти липовых и дубовых насаждений, результатом которых стало составление опытных таблиц запаса и прироста лесонасаждений. Таблицы были опубликованы в «Лесном журнале» в 1846 году, а в 1847 изданы отдельной брошюрой на немецком языке. Таблицы Варгаса де Бедемара стали классическими. Они отличались от подобных работ его предшественников, немецких лесоводов, по своей полноте и приведению подробных данных, послуживших основанием для их составления, полученные результаты автор сопоставлял с результатами германских исследований. Первый профессор таксации и лесоустройства В. Т. Собичевский и другие современники учёного называли эту работу «лучшим украшением русской лесоводственной литературы», а в 1946 году в журнале «Природа» (№ 11) напечатана статья, посвящённая столетию русских лесных опытных таблиц.
В 1848 году в «Лесном журнале» опубликованы результаты исследования А. Р. Варгасом де Бедемаром лесов Санкт-Петербургской губернии, которые также впоследствии выпущены отдельными изданиями на немецком (1849) и русском (1850) языках. В 1850 году также изданы опытные таблицы по лесам Симбирской губернии. В 1862 году Варгас де Бедемар составил описание лесов Троицкой дачи Ветлужского уезда Костромской губернии, оно было опубликовано только в 1921 году.
С 1862 года занимался организацией Лесной опытной дачи Петровской земледельческой и лесной академии (ныне Тимирязевский парк в Москве).
В 1867 году А. Р. Варгас де Бедемар исследовал закавказское черноморское побережье и опубликовал сведения о климате, почвах, растительности и общем состоянии региона.